# Ansitz Niederhaus

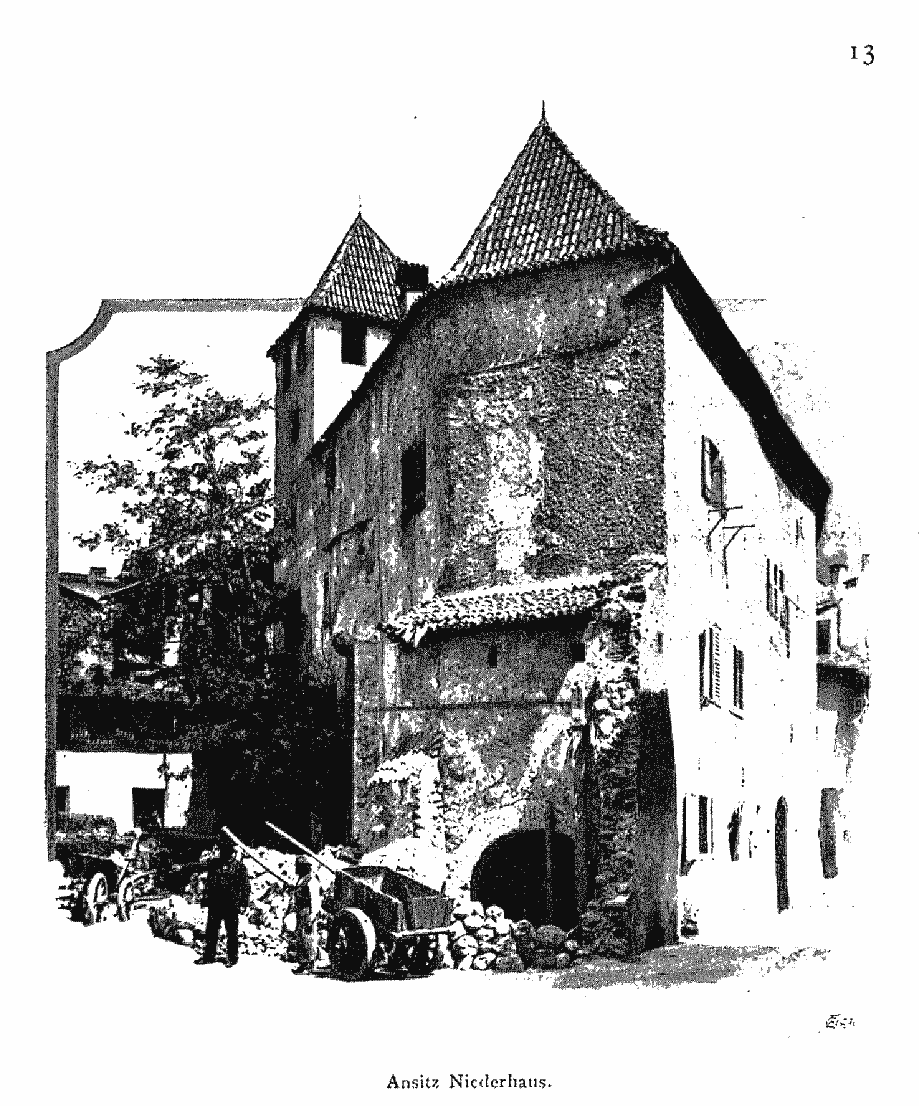
Ansitz Niederhaus (vor 1898), nach K. von Bergau, Bozen-Gries und Umgebung, Bozen 1901

Der ehemalige Ansitz Niederhaus war ein spätmittelalterlicher Herrensitz in Bozen (Südtirol), der sich am nördlichen Ostende der Raingasse befand, wo diese in die Weintraubengasse mündet. 
Der Ansitz war Sitz der Herren von Niederhaus, eines ursprünglich vermutlich aus dem Sarntal stammenden, seit 1203/04 bezeugten Ministerialengeschlechts aus dem politischen Umfeld der Edelfreien von Wangen. Diesen verlieh im Jahr 1337 Herzog Heinrich von Kärnten das haus gelegen in des selben Niderhausers gazzen ze Poczen gehaizzen auf dem Raine als landesfürstliches Lehen. 1419 fungierte Hans Niederhauser, gemeinsam mit Michael Rittner, als Vorstand des Bozner Heiliggeistspitals.
Das ab dem 14. Jahrhundert als Niederhaus bezeichnete Herrenhaus ist 1463 als ze Niederhaus urkundlich genannt. 1470 wurde es von Herzog Sigmund von Österreich-Tirol an Christof Hasler d. J. und dessen Bruder Hans verliehen.
In jüngerer Zeit befand sich das Haus im Besitz der Familie von Larcher.
Der Ansitz musste 1898 dem Neubau des Grand Hotels Bristol weichen, in dem sich zwischen 1939 und 1943 die Amtliche deutsche Ein- und Rückwanderungsstelle (ADERSt) befand, die mit der Abwicklung der Umsiedlung der Optanten aus Südtirol befasst war. Das Hotelgebäude wurde 1961 seinerseits zur Errichtung eines Geschäfts- und Wohnhauses abgerissen.